# Петлино (Болгария)
Петлино (болг. Петлино) — село в Болгарии. Находится в Кырджалийской области, входит в общину Кырджали. Население составляет 295 человек.

## Политическая ситуация
В местном кметстве Резбарци, в состав которого входит Петлино, должность кмета (старосты) исполняет Рафет Рамадан Бекир (Движение за права и свободы (ДПС)) по результатам выборов правления кметства.
Кмет (мэр) общины Кырджали — Хасан Азис (Движение за права и свободы (ДПС)) по результатам выборов в правление общины.